# 五征
山东五征集团有限公司（简称五征、五征集团）是一家在中华人民共和国成立的的汽车制造商，总部位于山东省日照市北经济开发区。
五征集团的前身是五莲县拖拉机站，2004年更名为五征集团。2012年五征集团销售收入140亿元人民币。

## 历史
- 1962年，五莲县拖拉机站成立。
- 1984年，更名为五莲县通用机械厂。
- 1995年，产品首次出口东南亚。
- 2004年，更名为五征集团。

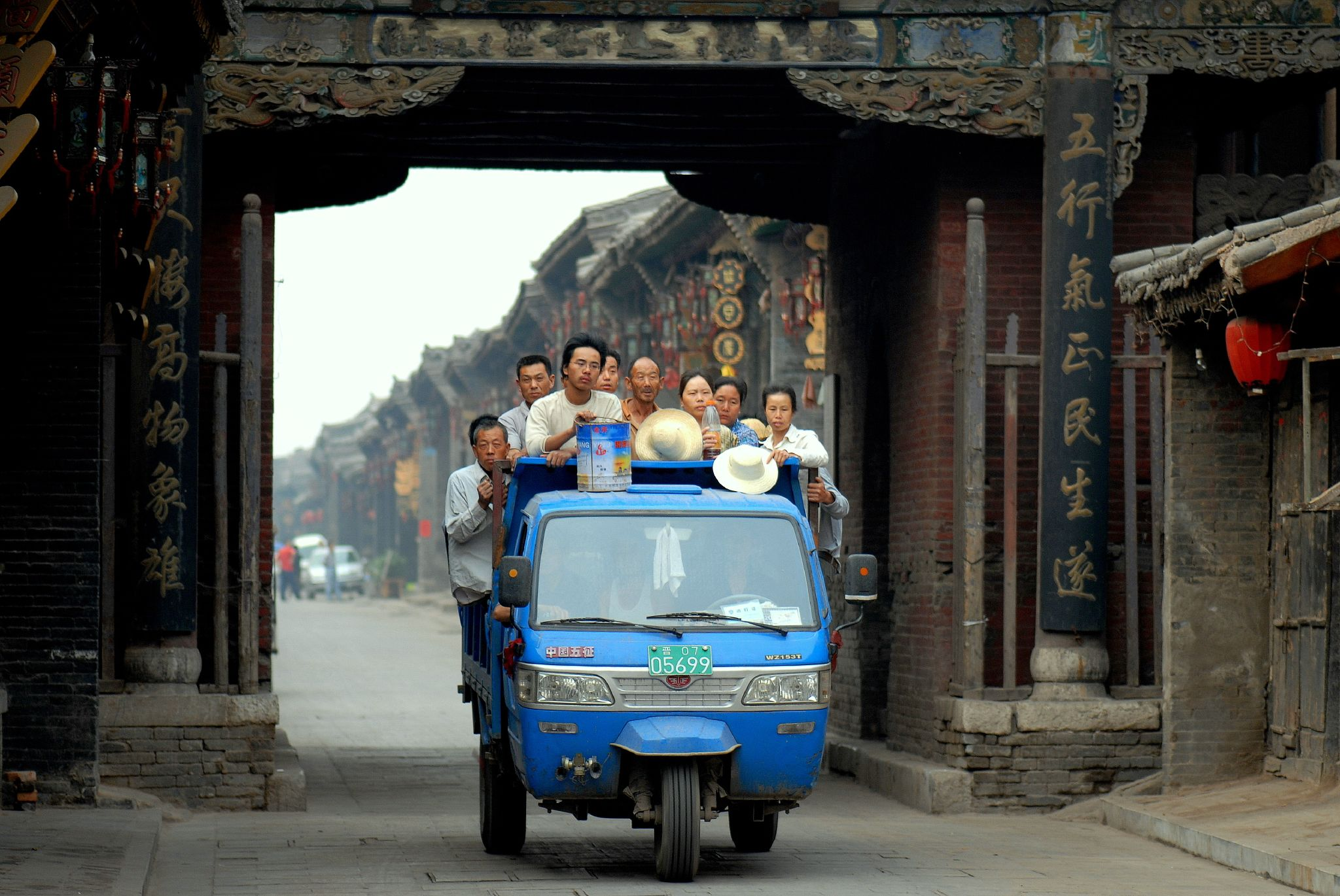
在山西平遥的五征三轮拖拉机，拍摄于2007年6月。

- 2009年，“五征”商标被国家工商总局认定为“中国驰名商标”。